# 尊鎮法親王
尊鎮法親王（1504年6月2日—1550年10月22日），俗名清彥，是日本戰國時代的法親王，生父母是後柏原天皇及勸修寺藤子，後奈良天皇的同母弟。他也是天台宗青蓮院的門跡和天台座主。

## 履歷
永正九年（1512年）他進入青蓮院，次年（永正十年、1513年）得度及接受親王宣下，法號尊猷，後改為尊鎮，後繼承青蓮院門跡。後來在天文十年（1550年）至十九年（1550年）就任第163世天台座主，並在任內去世，院號桂蓮院。